# Farmington (Missouri)
Farmington és una població dels Estats Units a l'estat de Missouri. Segons el cens del 2008 tenia 16.097 habitants.

## Demografia
Segons el cens del 2000, Farmington tenia 13.924 habitants, 4.647 habitatges, i 2.909 famílies. La densitat de població era de 600,7 habitants per km².
Dels 4.647 habitatges en un 28,6% hi vivien nens de menys de 18 anys, en un 47,7% hi vivien parelles casades, en un 11,6% dones solteres, i en un 37,4% no eren unitats familiars. En el 32,5% dels habitatges hi vivien persones soles el 14,8% de les quals corresponia a persones de 65 anys o més que vivien soles. El nombre mitjà de persones vivint en cada habitatge era de 2,28 i el nombre mitjà de persones que vivien en cada família era de 2,88.
Per edats la població es repartia de la següent manera: un 18,9% tenia menys de 18 anys, un 10,6% entre 18 i 24, un 33,5% entre 25 i 44, un 20% de 45 a 60 i un 17,1% 65 anys o més.
L'edat mediana era de 37 anys. Per cada 100 dones de 18 o més anys hi havia 137,7 homes.
La renda mediana per habitatge era de 30.251 $ i la renda mediana per família de 39.899 $. Els homes tenien una renda mediana de 27.448 $ mentre que les dones 20.330 $. La renda per capita de la població era de 14.706 $. Entorn del 8,9% de les famílies i el 12,4% de la població estaven per davall del llindar de pobresa.

## Poblacions més properes
El següent diagrama mostra les poblacions més properes.